# Вежховіна (Люблінське воєводство)
Вежховіна (пол. Wierzchowina) — село в Польщі, у гміні Жулкевка Красноставського повіту Люблінського воєводства.
Населення — 419 осіб (2011).
У 1975-1998 роках село належало до Замойського воєводства.

## Демографія
Демографічна структура станом на 31 березня 2011 року:
|          | Загалом | Допрацездатний вік | Працездатний вік | Постпрацездатний вік |
| -------- | ------- | ------------------ | ---------------- | -------------------- |
| Чоловіки | 202     | 46                 | 122              | 34                   |
| Жінки    | 217     | 42                 | 98               | 77                   |
| Разом    | 419     | 88                 | 220              | 111                  |